# Акансех (муниципалитет)
Акансех (исп. Acanceh) — муниципалитет в Мексике, штат Юкатан, с административным центром в одноимённом посёлке. Население муниципалитета, по данным переписи 2010 года, составило 15 337 человек.

## Общие сведения
Название происходит от юкатекского: Acan, что означает голос, стон, и Ceh — олень, соответственно Acanceh можно перевести как последний стон оленя. Возможно в этой местности майя охотились на оленей.
Площадь муниципалитета равна 137 км², что составляет 0,34 % от общей площади штата, а максимальная высота — 10 метров над уровнем моря.
Он граничит с другими муниципалитетами Юкатана: на севере с Тишпеуалем, на востоке с Сее, на юге с Кусамой и Текохом, и на западе с Тимукуем и Канасином.

## Учреждение и состав
Муниципалитет был сформирован 1918 году, но окончательные границы были сформированы в 1922 году. В его состав входят 19 населённых пунктов, самые крупные из которых:
| Код INEGI | Населённый пункт                                                                | Численность населения (2005 год) | Численность населения (2010 год) |
| --------- | ------------------------------------------------------------------------------- | -------------------------------- | -------------------------------- |
| 002       | Всего                                                                           | 14312                            | 15337                            |
| 0001      | Акансех (исп. Acanceh) 20°48′46″ с. ш. 89°27′13″ з. д. (административный центр) | 10211                            | 10968                            |
| 0011      | Тикопо (исп. Ticopó) 20°53′21″ с. ш. 89°26′22″ з. д.                            | 1584                             | 1660                             |
| 0010      | Тепичь-Каррильо (исп. Tepich Carrillo) 20°52′35″ с. ш. 89°29′54″ з. д.          | 824                              | 914                              |
| 0002      | Каникаб (исп. Canicab) 20°51′37″ с. ш. 89°25′53″ з. д.                          | 724                              | 758                              |
| 0005      | Петектунич (исп. Petectunich) 20°50′29″ с. ш. 89°28′34″ з. д.                   | 558                              | 600                              |
| 0006      | Сакчич (исп. Sacchich) 20°49′58″ с. ш. 89°26′17″ з. д.                          | 239                              | 233                              |

## Экономика
По статистическим данным 2000 года, работоспособное население занято по секторам экономики в следующих пропорциях: сельское хозяйство, скотоводство и рыбная ловля — 13,9 %, промышленность и строительство — 43,1 %, сфера обслуживания и туризма — 41,5 %, прочее — 1,5 %.

## Инфраструктура
По статистическим данным 2010 года, инфраструктура развита следующим образом:
- электрификация: 97,7 %;
- водоснабжение: 99,6 %;
- водоотведение: 62,2 %.

## Достопримечательности
В основном это памятники архитектуры, такие как бывшая церковь Пресвятой Девы Гваделупской, построенной в конце XVI века, и церковь Божьей Матери, построенной в XVII веке. Также существуют археологические раскопки поселений майя, например Акансех — название которого заимствовано современным городом и муниципалитетом.

## Фотографии
- Здание администрации
- Бывшая асьенда и церковь в Каникабе
- Пирамида древнего Акансеха